# 威拉姆特大學
威拉姆特大學（Willamette University），或譯威廉米特大學， 是一所位於美國俄勒岡州塞勒姆的私立大學。它創立於1842年（1852年改現名），是美國西部最古老的大學。該大學本質上一所文理學院，2019年《美國新聞與世界報道》將其列在全美文理學院中的第76位。不過雖然是文理學院，它也提供研究生教育，其法學院創立於1883年，是該大學最早提供研究生教育的部門。

## 外部連接
维基共享资源上的相關多媒體資源：威拉姆特大學
- Salem History site on Willamette University